# Peritassa peruviana
Peritassa peruviana  es una especie de planta con flor en la familia de las Celastraceae. 
Es endémica de Bolivia, Colombia, Ecuador, Perú. Sus áreas endémicas están sometidas a pérdida de hábitat.

## Fuente
- World Conservation Monitoring Centre 1998.  Peritassa peruviana.   2006 IUCN Lista Roja de Especies Amenazadas; bajado el 23 de agosto de 2007